# Hajdu József (ügyvéd)
Hajdu József (teljes nevén: Hajdu József Imre; Túrkeve,  1862. október 21. - Mezőtúr,  1925. december 7.) magyar jogász, országgyűlési képviselő, főszolgabíró.

## Családja
1892-ben feleségül vette Felsőőri Nagy Annát. A házasságból két fia született: Hajdu Pál és Hajdu János.

## Életpályája
Hajdu János és Kenéz Sarlotta gyermeke. Jogi tanulmányait a Budapesti Egyetemen végezte, majd egy évig a berlini Friedrich-Wilhelms Egyetemen folytatott tanulmányokat. 1887-ben Jász-Nagykun-Szolnok vármegye közgyűlése a Tiszai alsó járás szolgabírójává választotta.  1890-ben főszolgabíróvá nevezték ki.  1896-ban Kunszentmártoni választókerületben választották országgyűlési képviselővé a Szabadelvű párt képviseletében. A következő választáson, 1901-ben, nem vállalta a képviselőjelöltséget. 1905-ben nevezték ki Királyi közjegyzővé Mezőtúrra. 

## Az első magyar gyermekvédelmi törvény
Az első magyar gyermekvédelmi törvényt (1901. évi VIII. törvénycikk az állami gyermekmenhelyekről  ) az Országgyűlés 1901 március 12-én. Hajdu József előterjesztésében tárgyalta. A törvény állami feladatként határozza meg a hatóságilag elhagyottaknak nyilvánított hét éven alóli gyermekek védelmét. 
Országgyűlési beszédei megtalálhatók az Országgyűlési Naplóban.